# Đại thảm họa Động đất Ashgabat 1948
Đại thảm họa Động đất Ashgabat 1948 (tiếng Turkmen: Aşgabat ýertitremesi) là trận động đất xảy ra vào lúc 01:12:09 (UTC+5), ngày 6 tháng 10 năm 1948. Trận động đất có cường độ 7.3 richter, tâm chấn độ sâu khoảng 5 km. Hậu quả trận động đất đã làm 110.000 người chết.